# Palazzo della Questura (Naples)
Le Palazzo della Questura (Siège de la police) de Naples, en Italie, est un bâtiment situé Via Medina et Via Armando Diaz. Au nord de la Questura se trouve le Palazzo delle Poste, contemporain et tout aussi imposant. 

## Histoire et description

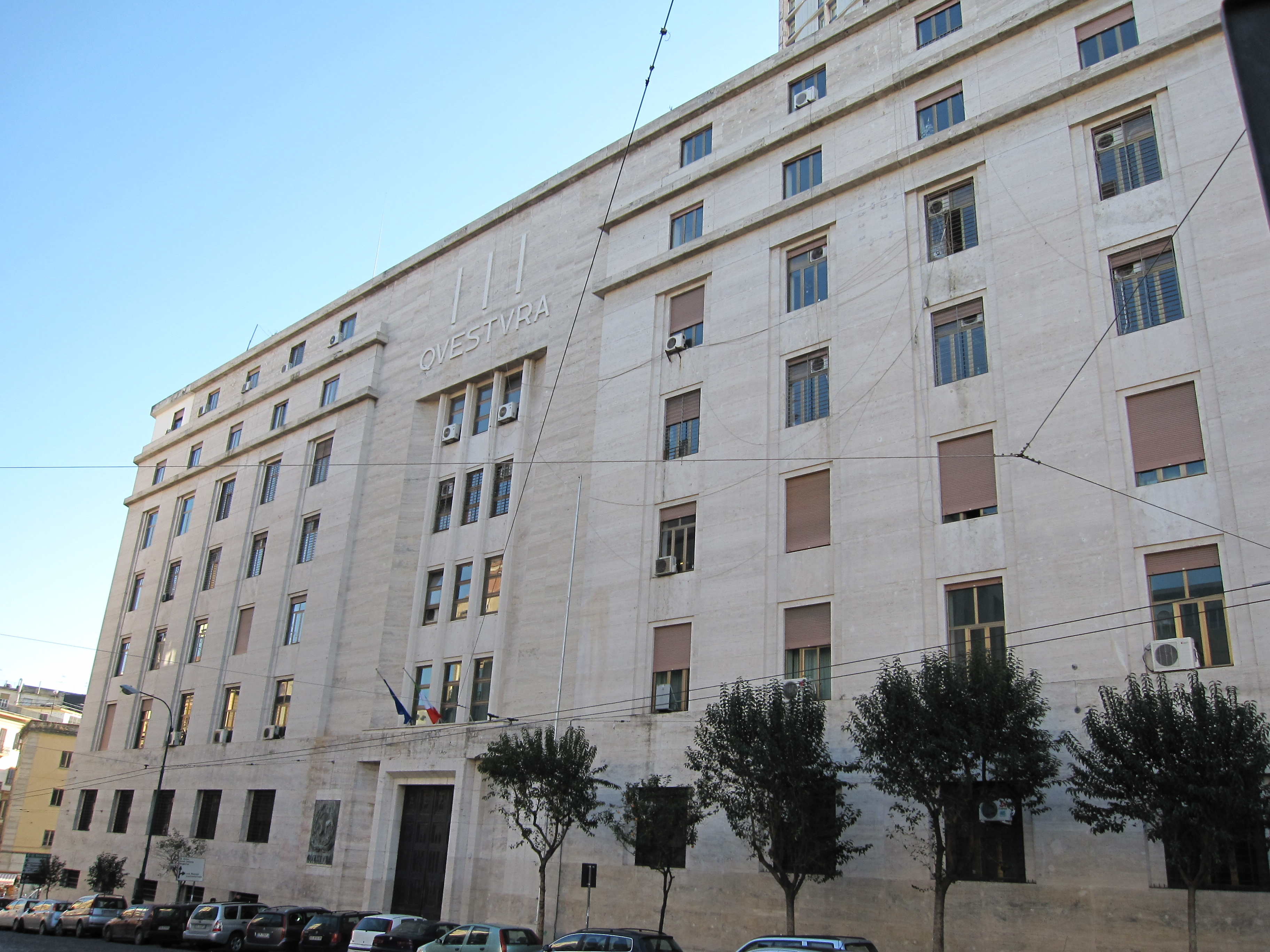
Façade principale sur la Piazza Matteotti

Le bâtiment est un exemple d'architecture fasciste, construit en 1935-1938 pour devenir le nouveau siège de la police. Les travaux ont cessé en février 1939 en raison de l'impossibilité d'obtenir des matériaux de construction en fer, du fait du réarmement du pays, des embargos internationaux et de l'inauguration différée jusqu'en 1940. Le style est sévère et monumental, imposant une façade peu harmonieuse et quelque peu intimidante par rapport aux bâtiments plus anciens voisins. Les lettres QVESTVRA rappellent les caractères latins populaires auprès des fascistes, cherchant à associer une Italie ressuscitée à un passé romain. Sur le flanc du portail, il y avait à l'origine deux reliefs représentant le royaume d'Italie et l'aigle fasciste. Tous deux ont été remplacés par le symbole de la République italienne, la roue cassée. Il reste encore des symboles tels que les faisceaux et les aigles qui font partie de la décoration intégrale. 